# ماهرخ گوهرشناس
ماهرخ گوهرشناس (۱۲۸۸–۱۳۵۷ هجری قمری) دختر میرزاجعفرتاجر و از زنان مؤثر در روند جنبش مشروطه ایران بود.
برای اولین بار گروهی از بانوان را برای مخالفت با ورود اجناس خارجی گرد هم آورده و تظاهراتی براه انداخت سپس رهبری جنبش زنان در مخالفت با قرارداد تقسیم ایران (قرارداد ۱۹۰۷ میلادی) را عهده‌دار بود دو سال بعد یعنی در سال ۱۳۲۸ هجری-قمری رسماً عضو انجمن مخدرات وطن گردید که بیش از ۶۰ نفر عضو رسمی داشت و در تظاهرات مختلف شرکت می‌کردند.
در سال ۱۳۲۹ قمری علی‌رغم فشارها و مخالفت‌های اطرافیان، مدرسه ترقی بنات را در خیابان ظهیرالدوله تأسیس نمود. این اولین مدرسه مختلط در ایران بود که دختران و پسران در یک کلاس درس می‌خواندند و معلمین مرد و زن تدریس می‌کردند. بعد از سه سال که از تاَسیس مدرسه می‌گذشت، این مدرسه ۸۶ دانش آموز داشت که حدود یک سوم آن‌ها رایگان تحصیل می‌کردند.
این بانوی ترقی خواه در سال ۱۳۱۷ شمسی برابر با ۱۳۵۷ هجری قمری وفات یافته‌است.